# Cosești, Hunedoara
Cosești este un sat în comuna Lăpugiu de Jos din județul Hunedoara, Transilvania, România.

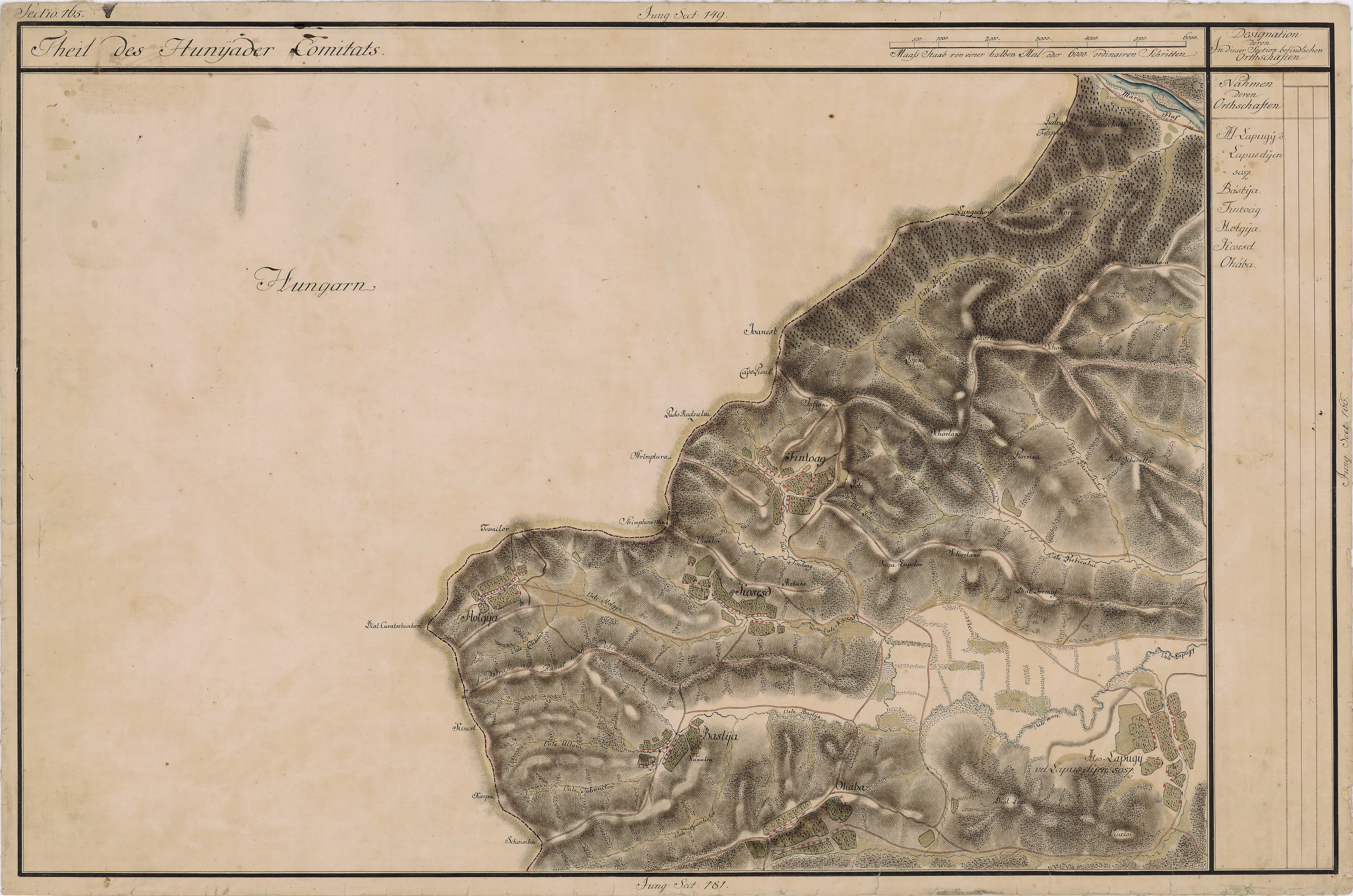
Cosești în Harta Iosefină a Transilvaniei, 1769-1773